# プラハ・オープン
プラハ・オープン（Prague Open）は、チェコ・プラハで開催されるWTAテニストーナメントである。サーフェスは屋外クレーコート。大会グレードはインターナショナルに属す。2010年で終了していたが2015年から復活した。

## 大会名の変遷
- HTCオープン（HTC Open）: 1992年
- BWオープン（BVV Open）: 1993年–1994年
- チェコ・オープン（Prague Open）: 1995年
- パップ・チェコ・オープン（Pupp Czech Open）: 1996年
- シュコダ・チェコ・オープン（Skoda Czech Open）: 1997年–1998年
- ノキア・カップ（Nokia Cup）: 1999年
- ECMプラハ・オープン（ECM Prague Open）: 2005年–2010年
- J&Tバンカ・プラハ・オープン（J&T Banka Prague Open）: 2015年–

## 大会歴代優勝者

### シングルス
| 年      | 優勝者                   | 準優勝者                         | 決勝結果         |
| ------- | ------------------------ | -------------------------------- | ---------------- |
| 1992    | ラドカ・ズルバコバ       | カテリナ・シスコバ               | 6–3, 7–5         |
| 1993    | ナタリア・メドベデワ     | メイケ・バベル                   | 6–3, 6–2         |
| 1994    | アマンダ・クッツァー     | アサ・スベンソン                 | 6–1, 7–6(14)     |
| 1995    | ジュリー・アラール       | リュドミラ・リチェテロバ         | 6–4, 6–4         |
| 1996    | ルクサンドラ・ドラゴミル | パティ・シュナイダー             | 6–2, 3–6, 6–4    |
| 1997    | ヨアネット・クルーガー   | マリオン・マルスカ               | 6–1, 6–1         |
| 1998    | ヤナ・ノボトナ           | サンドリーヌ・テスチュ           | 6–3, 6–0         |
| 1999    | ヘンリエッタ・ナギョワ   | シルビア・ファリナ・エリア       | 7–6(2), 6–4      |
| 2000-04 | 開催なし                 | 開催なし                         | 開催なし         |
| 2005    | ディナラ・サフィナ       | ズザンナ・オンドラスコバ         | 7–6(2), 6–3      |
| 2006    | シャハー・ピアー         | サマンサ・ストーサー             | 4–6, 6–2, 6–1    |
| 2007    | 森上亜希子               | マリオン・バルトリ               | 6–1, 6–3         |
| 2008    | ベラ・ズボナレワ         | ビクトリア・アザレンカ           | 7–6(2), 6–2      |
| 2009    | シビル・バンマー         | フランチェスカ・スキアボーネ     | 7–6(4), 6–2      |
| 2010    | アグネシュ・サバイ       | バルボラ・ザフラボバ・ストリコバ | 6–2, 1–6, 6–2    |
| 2011-14 | 開催なし                 | 開催なし                         | 開催なし         |
| 2015    | カロリナ・プリスコバ     | ルーシー・ハラデツカ             | 4–6, 7–5, 6–3    |
| 2016    | ルーシー・サファロバ     | サマンサ・ストーサー             | 3–6, 6–1, 6–4    |
| 2017    | モナ・バルテル           | クリスティナ・プリスコバ         | 2–6, 7–5, 6–2    |
| 2018    | ペトラ・クビトバ         | ミハエラ・ブザルネスク           | 4–6, 6–2, 6–3    |
| 2019    | ジル・タイヒマン         | カロリナ・ムホバ                 | 7–6(5), 3–6, 6–4 |
| 2020    | シモナ・ハレプ           | エリーズ・メルテンス             | 6–2, 7–5         |
| 2021    | Barbora Krejčíková       | Tereza Martincová                | 6–2, 6–0         |
| 2022    | Marie Bouzková           | Anastasia Potapova               | 6–0, 6–3         |
| 2023    | 日比野菜緒               | Linda Nosková                    | 6–4, 6–1         |
| 2024    | Magda Linette            | Magdalena Fręch                  | 6–2, 6–1         |

### ダブルス
| 年      | 優勝者                                                | 準優勝者                                          | 決勝結果         |
| ------- | ----------------------------------------------------- | ------------------------------------------------- | ---------------- |
| 1992    | カリン・クシュベント ペトラ・シュワルツ               | エバ・スビグレロバ ノエル・ファン・ロッタム       | 6–4, 2–6, 7–5    |
| 1993    | イネス・ゴロチャテギ パトリシア・タラビーニ           | ローラ・ゴラルサ カロリネ・ビス                   | 6–2, 6–1         |
| 1994    | アマンダ・クッツァー リンダ・ワイルド                 | クリスティ・ボーグルト ローラ・ゴラルサ           | 6–4, 3–6, 6–2    |
| 1995    | チャンダ・ルビン リンダ・ワイルド                     | マリア・リンドストローム Maria Strandlund         | 6–7(3), 6–3, 6–2 |
| 1996    | カリナ・ハブスドバ ヘレナ・スコバ                     | エバ・マーティンコバ エレナ・ワグナー             | 3–6, 6–3, 6–2    |
| 1997    | ルクサンドラ・ドラゴミル カリナ・ハブスドバ           | エバ・マーティンコバ ヘレナ・ビルドバ             | 6–1, 5–7, 6–2    |
| 1998    | シルビア・ファリナ・エリア カリナ・ハブスドバ         | クベタ・ペシュケ ミハエラ・パスティコバ           | 2–6, 6–1, 6–2    |
| 1999    | アレクサンドラ・フセ ナタリー・トージア               | クベタ・ペシュケ ヘレナ・ビルドバ                 | 3–6, 6–2, 6–1    |
| 2000-04 | 開催なし                                              | 開催なし                                          | 開催なし         |
| 2005    | エミリー・ロワ ニコル・プラット                       | バルボラ・ストリコバ エレナ・コスタニッチ         | 6–7(6), 6–4, 6–4 |
| 2006    | マリオン・バルトリ シャハー・ピアー                   | アシュリー・ハークルロード ベサニー・マテック     | 6–4, 6–4         |
| 2007    | ペトラ・チェトコフスカ アンドレア・フラバーチコバ     | 季春美 孫勝男                                     | 7–6(7), 6–2      |
| 2008    | アンドレア・フラバーチコバ ルーシー・ハラデツカ       | ジル・クレイバス ミハエラ・クライチェク           | 1–6, 6–3, [10–6] |
| 2009    | アリョーナ・ボンダレンコ カテリナ・ボンダレンコ       | イベタ・ベネソバ バルボラ・ザフラボバ・ストリコバ | 6–1, 6–2         |
| 2010    | ティメア・バシンスキー タチアナ・ガルビン             | モニカ・ニクレスク アグネシュ・サバイ             | 7–5, 7–6(4)      |
| 2011-14 | 開催なし                                              | 開催なし                                          | 開催なし         |
| 2015    | ベリンダ・ベンチッチ カテリナ・シニアコバ             | カテリナ・ボンダレンコ エバ・ハルディノバ         | 6–2, 6–2         |
| 2016    | マルガリータ・ガスパリアン アンドレア・フラバーチコバ | マリア・イリゴエン ポーラ・カニア                 | 6–4, 6–2         |
| 2017    | アンナ＝レナ・グローネフェルト クベタ・ペシュケ       | ルーシー・ハラデツカ カテリナ・シニアコバ         | 6–4, 7–6(3)      |
| 2018    | ニコール・メリヒャル クベタ・ペシュケ                 | ミハエラ・ブザルネスク リジア・マロザワ           | 6–4, 6–2         |
| 2019    | アンナ・カリンスカヤ ビクトリア・クズモバ             | ニコール・メリヒャル クベタ・ペシュケ             | 4–6, 7–5, [10–7] |
| 2020    | ルーシー・ハラデツカ クリスティナ・プリスコバ         | モニカ・ニクレスク ラルカ・オラル                 | 6–2, 6–2         |